# گلیکوزید سنا
گلیکوزید سنا (به انگلیسی: Senna glycoside)، که با نام سنوزید یا سنا نیز شناخته می شود، دارویی است که برای درمان یبوست و همچنین تخلیه روده بزرگ قبل از جراحی استفاده می شود. دارو به شکل خوراکی یا از طریق راست‌روده مصرف می شود. شروع اثر آن معمولاً در حدود ۳۰ دقیقه پس از مصرف از طریق راست روده و ۱۲ ساعت پس از مصرف خوراکی قابل مشاهده است. این ملین، از روغن بیزاکودیل یا روغن کرچک ضعیف‌تر است.
عوارض جانبی رایج گلیکوزید سنا شامل گرفتگی شکمی است. برای استفاده طولانی مدت توصیه نمی شود، زیرا ممکن است منجر به عملکرد ضعیف روده یا مشکلات الکترولیتی شود. در حالی که هیچ آسیبی در اثر استفاده در دوران شیردهی مشاهده نشده است، با این حال استفاده از آن معمولاً توصیه نمی شود. معمولاً در کودکان توصیه نمی شود. سنا ممکن است ادرار را به رنگ مایل به قرمز تغییر دهد. مشتقات سنا نوعی ملین محرک و از نوع آنتراکینون هستند. در حالی که مکانیسم اثر آن کاملاً مشخص نیست، تصور می‌شود که سنا با افزایش ترشح مایع در داخل روده بزرگ و انقباض آن عمل می‌کند.
این دارو در فهرست داروهای ضروری سازمان جهانی بهداشت قرار دارد. این دارو به عنوان یک داروی ژنریک در دسترس است. سنوزیدها از گروه گیاهان سنا می آیند. به شکل گیاهی، حداقل از سال ۷۰۰ پس از میلاد مورد استفاده قرار گرفته است. در سال ۲۰۱۹، با کمتر از یک میلیون نسخه، سیصد و چهل و چهارمین داروی رایج در ایالات متحده بود. این دارو با نام های تجاری متعددی از جمله Ex-Lax و Senokot فروخته می شود.

## مصارف پزشکی
سنا برای یبوست اپیزودیک و مزمن استفاده می‌شود، اگرچه شواهد با کیفیت بالا برای حمایت از استفاده از آن برای این اهداف وجود ندارد. همچنین ممکن است برای کمک به تخلیه روده قبل از جراحی یا معاینات تهاجمی راست روده یا کولون استفاده شود.

### مدیریت مصرف
این دارو باید به صورت یک بار در روز قبل از خواب مصرف شود. محصولات خوراکی سنا معمولاً در ۶ تا ۱۲ ساعت حرکت روده را ایجاد می کنند. شروع اثر شیاف رکتال می تواند در عرض چند دقیقه تا دو ساعت طول بکشد.

## موارد منع مصرف
طبق نظر کمیسیون E، سنا در موارد انسداد روده، التهاب حاد روده (به عنوان مثال، بیماری کرون)، کولیت اولسراتیو، آپاندیسیت، و درد شکمی با منشأ نامشخص منع مصرف دارد.
سنا در افراد مبتلا به آلرژی ثبت شده به آنتراکینون‌ها، منع مصرف دارد. چنین آلرژی‌هایی نادر هستند و معمولاً به واکنش‌های پوستی شامل قرمزی و خارش محدود می شوند.

## عوارض جانبی
عوارض جانبی معمولاً محدود به واکنش‌های گوارشی است و شامل درد یا گرفتگی شکم، اسهال، تهوع و استفراغ می‌شود. استفاده منظم از محصولات سنا می تواند منجر به ایجاد رنگدانه قهوه ای مشخصی در دیواره داخلی کولون شود که در کولونوسکوپی قابل مشاهده است. این رنگدانه غیر طبیعی به عنوان ملانوسیس کولی شناخته می شود.

### تداخل دارویی
گلیکوزیدهای سنا می توانند با کاهش سطح پتاسیم سرم، سمیت دیگوکسین را در بیمارانی که دیگوکسین مصرف می کنند افزایش دهند و در نتیجه اثرات دیگوکسین را تشدید کنند.

## مکانیسم عمل
محصولات حاصل از تجزیه سنا مستقیماً به عنوان محرک بر روی دیواره روده بزرگ عمل می کنند و باعث ترشح مایع و تحرک کولون می شوند.

## فارماکولوژی
این دسته ترکیبات مشتقات آنتراکینون و گلیکوزیدهای دیمری هستند.

### فرمولاسیون
سنا یک داروی بدون نسخه است که در فرمول‌های مختلف از جمله به شکل خوراکی (مایع، قرص، گرانول) و شیاف‌های رکتال موجود است. محصولات سنا توسط چندین سازنده داروی ژنریک تولید و با نام های تجاری مختلف به فروش می رسد.

### نام‌های تجاری
نام‌های تجاری مهم این دارو عبارتند از:
Ex-Lax, Geri-kot, Perdiem Overnight Relief, Senexon, Pursennid, Senna Smooth, Senna-Gen, Senna-GRX, Senna-Lax, Senna-Tabs, Senna-Time, SennaCon, Senno, Senokot.